# Netcraft
Netcraft — компания, предоставляющая различного рода интернет-услуги. Компания основана в городе Бате, Великобритания.
Netcraft предоставляет анализ веб-серверов и веб-хостингов, включая анализ с каких операционных систем и браузеров был посещён сайт. В некоторых случаях, в зависимости какая операционная система сделала запрос к серверу, Netcraft способна проконтролировать uptime (подобный расчёт мониторинга времяпровождения на сайте часто используемый фактор для многих, кто хочет определить надёжность хостинг провайдера).
Ко всему прочему Netcraft обеспечивает тестирование безопасности и опубликовывает пресс-релизы о состоянии различного рода сетей, которые составляют Интернет.
Netcraft также разрабатывает свою бесплатную анти-фишинг панель инструментов Netcraft Toolbar для браузеров Firefox и Internet Explorer (начиная с версии 9.5, компания Opera Software встроила анти-фишинг фильтр в браузер Opera, который использует идентичные данные защиты, аналогичные панели инструментов Netcraft, что избавляет от необходимости устанавливать отдельно панель инструментов). Исследование, проведённое компанией Microsoft, пришло к выводу, что панель инструментов от Netcraft является одним из самых эффективных средств борьбы с фишингом в Интернете, хотя с тех самых пор, Microsoft заменила защиту от фишинга в своём браузере Internet Explorer начиная с версии 7.0 своим собственным фильтром Microsoft Phishing Filter, возможно в результате лицензирования данных компанией Netcraft.